# Meriones libycus
Meriones libycus es una especie de roedor de la familia Muridae.

## Distribución geográfica
Se encuentra en Afganistán, Argelia, China, Egipto, Irán, Irak, Jordania, Kazajistán,  Libia, Mauritania, Marruecos, Arabia Saudita, Siria, Túnez, Turkmenistán, Uzbekistán y  Sáhara Occidental.

## Hábitat
Su hábitat natural son: subtropicales o tropicales matorral seco, lagos, desiertos áridos, jardines y zonas rurales.